# Le Verre
Le Verre est un tableau du peintre français Georges Braque réalisé en 1911. Cette huile sur toile est une nature morte cubiste représentant un verre. Elle est conservée au musée d'Art moderne de Paris, en France.